# Meigenia quadrimaculata
Meigenia quadrimaculata là một loài ruồi trong họ Tachinidae.